# Bruno Conti
Bruno Conti (Nettuno, 13 maart 1955) is een voormalig Italiaans voetballer.
Conti maakte deel uit van het Italiaans elftal dat het WK 1982 won. Hij was een van de smaakmakers in die ploeg en een van de beste voetballers van zijn generatie. Onder leiding van bondscoach Enzo Bearzot maakte hij zijn debuut voor de Squadra Azzurra op 11 oktober 1980 in de WK-kwalificatiewedstrijd in en tegen Luxemburg (0-2). Hij viel in dat duel na 66 minuten in voor Alessandro Altobelli.
Met AS Roma won Conti in 1983 de Italiaanse landstitel (de Scudetto). Voor de Romeinse tifosi was Conti een boegbeeld van hun club, zoals Francesco Totti dat later was.
Na het ontslag van Luigi Delneri in 2005 werd Conti als interim-coach aangesteld. Hij leidde Roma naar de finale van de Coppa Italia en vergaarde op die manier een plaats in de UEFA-Cup. Conti is daarnaast ook jeugdcoördinator bij AS Roma, vroeger maakte hij er ook deel uit van de scoutingscel. Zijn oudste zoon Daniele Conti is sinds 1999 actief bij Cagliari Calcio.

## Interlandcarrière
| Interlanddoelpunten | Interlanddoelpunten | Interlanddoelpunten | Interlanddoelpunten  | Interlanddoelpunten | Interlanddoelpunten | Interlanddoelpunten | Interlanddoelpunten |
| #                   | Datum               | Locatie             | Wedstrijd            | Goal(s)             | Score               | Uitslag             | Wedstrijd           |
| ------------------- | ------------------- | ------------------- | -------------------- | ------------------- | ------------------- | ------------------- | ------------------- |
| 1                   | 15/11/1980          | Turijn              | Italië – Joegoslavië | 75'                 | 2 – 0               | 2 – 0               | WK-kwalificatie     |
| 2                   | 14/11/1981          | Turijn              | Italië – Griekenland | 61'                 | 1 – 0               | 1 – 1               | WK-kwalificatie     |
| 3                   | 18/06/1982          | Vigo                | Italië – Peru        | 18'                 | 1 – 0               | 1 – 1               | WK-eindronde        |
| 4                   | 04/02/1984          | Rome                | Italië – Mexico      | 50'                 | 5 – 0               | 5 – 0               | Oefenduel           |
| 5                   | 03/04/1985          | Ascoli              | Italië – Portugal    | 40'                 | 1 – 0               | 2 – 0               | Oefenduel           |

## Erelijst
AS Roma
- Serie A

1983
- Coppa Italia

1980, 1981, 1984, 1986
 Italië
- Wereldkampioen

Spanje 1982
1 Zoff  ·
2 Baresi ·
3 Bergomi ·
4 Cabrini ·
5 Collovati ·
6 Gentile ·
7 Scirea ·
8 Vierchowod ·
9 Antognoni ·
10 Dossena ·
11 Marini ·
12 Bordon ·
13 Oriali ·
14 Tardelli ·
15 Causio ·
16 Conti ·
17 Massaro ·
18 Altobelli ·
19 Graziani ·
20 Rossi ·
21 Selvaggi ·
22 Galli ·
Coach: Bearzot
1 Galli ·
2 Bergomi ·
3 Cabrini ·
4 Collovati ·
5 Nela ·
6 Scirea ·
7 Tricella ·
8 Vierchowod ·
9 Ancelotti ·
10 Bagni ·
11 Baresi ·
12 Tancredi ·
13 De Napoli ·
14 Di Gennaro ·
15 Tardelli  ·
16 Conti ·
17 Vialli ·
18 Altobelli ·
19 Galderisi ·
20 Rossi ·
21 Serena ·
22 Zenga ·
Coach: Bearzot